# Regime Próprio de Previdência Social
O Regime Próprio de Previdência Social (RPPS) é a previdência pública dos servidores e é estabelecido no âmbito dos entes federativos quando estes asseguram a seus servidores efetivos pelo menos os benefícios de aposentadoria e pensão por morte. 
Os entes públicos que compõem a Federação (União, Distrito Federal, estados e municípios) podem organizar a previdência de seus servidores ativos e aposentados, bem como pensionistas. 
O Regime Próprio de Previdência Social é de filiação obrigatória para os servidores públicos titulares de cargo efetivo e deve ser custeado, obrigatoriamente, pelo respectivo Ente Federativo (União, Distrito Federal, estados e municípios) e pelos seus servidores públicos, mediante contribuição previdenciária. Cada RPPS tem uma legislação própria, não havendo um padrão único entre os entes federativos, embora devam estar de acordo com o art. 40 da Constituição Federal e com as normas estabelecidas na Lei nº 9.717/1998, que estabelece as normas gerais para o funcionamento desses regimes.
Parte dos regimes próprios tem seus recursos capitalizados, isto é, sob a forma de ativos financeiros. Outra parcela possui financiamento por repartição, com o caráter solidário entre gerações de trabalhadores, inclusive com contribuição dos aposentados e pensionistas que recebem proventos e pensões acima do teto do RGPS.
A União, o Distrito Federal, os estados e todas as capitais estaduais estabeleceram regimes próprios. No entanto, muitos municípios não instituíram regimes próprios e seus servidores são vinculados ao Regime Geral de Previdência Social.
Se um servidor for filiado a um determinado regime previdenciário e já tiver contribuído para outro regime, terá essas contribuições e esse tempo contados para efeito de aposentadoria. Por meio do mecanismo da  “compensação previdenciária”, o regime anterior ao qual o servidor pertenceu deverá repassar ao regime atual as contribuições que ele tenha efetivado no passado, para o custeio de sua aposentadoria.
Com as reformas trazidas pelas Emendas Constitucionais 20/1998, 41/2003 e 103/2019, foi estabelecido o Regime de Previdência Complementar (RPC) dos servidores públicos, a ser instituído pelos entes federativos (União, Distrito Federal, Estados e Municípios) que tivessem Regime Próprio de Previdência Social. Foi estabelecido que o limite máximo dos benefícios do Regime Geral de Previdência Social deve ser aplicado para o valor das aposentadorias e das pensões em Regime Próprio de Previdência Social. Os servidores que ingressarem após a instituição das entidades de previdência complementar deverão estar inscritos no regime para que possam receber aposentadoria ou pensão acima do teto do RGPS.
No âmbito da União, foi criado a Fundação de Previdência Complementar do Servidor Público da União (Frunpesp) e a Fundação de Previdência Complementar do Servidor Público Federal do Poder Judiciário (Funpresp-Jud), com a lei 12.618/2012. O estado de São Paulo criou a Fundação de Previdência Complementar do Estado de São Paulo (Prevcom). O estado do Rio de Janeiro criou a Fundação de Previdência Complementar do Estado do Rio de Janeiro (RJPREV). 